# Lowther Island
Lowther Island (Inuktitut Nannurqsiurqvik) ist eine der Parry-Inseln in der Gruppe der Königin-Elisabeth-Inseln im kanadischen Territorium Nunavut.

## Geographie
Die Insel liegt in der Barrow Strait an der 28 km breiten Kettle Passage, durch die sie vom südwestlich gelegenen Young Island getrennt ist. Noch näher ist ihr das hinter dem Hayes Channel gelegene kleine Garrett Island im Nordwesten. Im Osten und Nordosten – vor der Küste von Cornwallis Island – liegen Griffith Island, Somerville Island und Browne Island. Lowther Island ist in Südwest-Nordost-Richtung 20 km lang und maximal 9 km breit. Die Insel ist relativ flach. Der höchste Punkt liegt 162 m über dem Meeresspiegel. Die Insel ist vorwiegend von Kiesstränden umgeben, oft mit gehobenen alten Strandlinien.

## Tierwelt
Im Südosten von Lowther Island gibt es eine kleine Kolonie der Eismöwe. Polarfüchse, Wölfe und vereinzelt auch Eisbären bringen auf der Insel ihre Jungen zur Welt. Auch Karibus und Moschusochsen wurden auf Lowther Island beobachtet. Auf einjährigem Eis im Osten der Insel ziehen Ringelrobben ihren Nachwuchs auf.

## Geschichte
Die Insel wurde am 24. August 1819 von William Edward Parry entdeckt und nach William Lowther, Viscount Lowther (1757–1844) benannt. Die ersten Europäer, die die Insel betraten, kamen mit Schlitten von Horatio Thomas Austins Schiffen, die 1850–1851 auf der Suche nach der verschollenen Franklin-Expedition zwischen Cornwallis Island und Griffith Island überwinterten. Im August 1852 ging auch die HMS Resolute unter Henry Kellett für einige Tage bei Lowther Island vor Anker.